# Свеже
Свеже (енгл. Fresh) амерички је филмски трилер из 2022. године, у режији Мими Кејв, по сценарију Лорин Кан. Главне улоге глуме Дејзи Едгар Џоунс и Себастијан Стен.
Премијерно је приказан 20. јануара 2022. на Филмском фестивалу Санденс, док га је 4. марта приказао Hulu. Добио је углавном позитивне критике.

## Радња
Ноа, млада жена из Портланда, покушава да пронађе сродну душу преко дејтинг-апликација. Временом је све више разочарана састанцима због тога што мушкарци са којима комуницира немају опште пристојности. Једног дана у супермаркету, човек по имену Стив флертује са њом и размењују бројеве. Међутим, иза Стива се крије и ужасна тајна.

## Улоге
| Глумац            | Улога          |
| ----------------- | -------------- |
| Дејзи Едгар Џоунс | Ноа            |
| Себастијан Стен   | Стив / Брендан |
| Џоника Т. Гибс    | Моли           |
| Шарлота ле Бон    | Ен             |
| Андреа Банг       | Пени           |
| Дајо Окенији      | Пол            |
| Брет Дајер        | Чад            |